# Walther Bühler
Walther Bühler (* 2. April 1913 in Homburg, Saarland; † 14. Oktober 1995 in Unterlengenhardt, Bad Liebenzell) war ein deutscher Arzt, Autor und Vortragsredner.
Bühler war Gründer einer anthroposophischen Klinik in Unterlengenhardt im Schwarzwald (Paracelsus-Krankenhaus Unterlengenhardt) und Begründer einer Bürgerbewegung für eine anthroposophisch orientierte Heilkunst (Verein für ein erweitertes Heilwesen e.V. – heute GESUNDHEIT AKTIV – Anthroposophische Heilkunst e.V.). Er veröffentlichte medizinische, kosmologische und anthroposophische Werke und setzte sich mit öffentlichen Vorträgen und Seminaren für eine „wirksame und an spirituellen Sinnperspektiven orientierte Gesundheitsförderung“ ein.

## Leben
Walther Bühler wurde als ältestes von vier Geschwistern im Saarland geboren. Sein Vater, Otto Bühler, war Jurist und Landrat des Saarpfalz-Kreises.
Bühler studierte Medizin an der Universität Basel, um zusätzlich an der nahe gelegenen Ita-Wegman-Klinik in Arlesheim Anthroposophische Medizin zu erlernen. Nach dem Studium wurde er als Assistenzarzt an das damalige anthroposophische Sanatorium „Burghalde“ in Unterlengenhardt berufen. Am Zweiten Weltkrieg nahm er als Sanitätsoffizier in Finnland teil.
Nach englischer Kriegsgefangenschaft ging er an die Universität Heidelberg. Dort begann er mit seiner Vortragstätigkeit neben klinischer Fortbildung und Praxisvertretung.
1949 übernahm er die Leitung der „Burghalde“ Unterlengenhardt. 1952 gründete er dort den Patientenverband „Verein für ein erweitertes Heilwesen e.V.“, den er bis an sein Lebensende begleitete. Mit dem Umzug des Vereins nach Berlin und der Neubesetzung der Geschäftsführung zum Januar 2014 richtet sich der Verein mit seinen Aktivitäten neu aus und heißt heute „GESUNDHEIT AKTIV – Anthroposophische Heilkunst e. V.“ Nach eigenen Angaben hat der Verein heute zirka 8.000 Mitglieder.
1957 eröffnete Bühler gegenüber der „Burghalde“ die neu erbaute Klinik „Paracelsus-Krankenhaus“, die er 10 Jahre lang leitete. In dieser Zeit schränkte er seine Vortragstätigkeit stark ein, um sie nach seinem Fortgang von der Klinik hauptberuflich aufzunehmen.
Zudem griff Bühler in die Diskussion um die Kalenderreform und die Festlegung des Osterfestes ein mit seiner Darlegung der spirituellen Hintergründe der Kalenderordnung.
Ende 1992 beendete Bühler seine Vortragstätigkeit infolge eines Herzinfarktes. Seine letzten Lebensjahre widmete er seinem Werk über den goldenen Schnitt, das er noch vor seinem Tod im Oktober 1995 abschließen konnte.

## Werke
- Die Sonne als Weltenherz. Verlag Freies Geistesleben, 1966.
- Meditation als Erkenntnisweg. Verlag Freies Geistesleben, 1972, ISBN 3-7725-0032-3.
- Nordlicht, Blitz und Regenbogen. Fischer Taschenbuch Verlag, 1977, ISBN 3-596-25515-5.
- Der Leib als Instrument der Seele. Verlag Freies Geistesleben, 1978, ISBN 3-7725-0161-3.
- Geistige Hintergründe der Kalenderordnung: vom Wesen der Woche, der Beweglichkeit des Osterfestes, Kalenderreform. Verlag Freies Geistesleben, 1978, ISBN 3-87838-242-1.
- Meditation als Erkenntnisweg. Verlag Freies Geistesleben, 1980, ISBN 3-7725-0032-3.
- Mit dem Bildschirm leben. Verein für erweitertes Heilwesen e.V., 1982, ISBN 3-922060-88-9.
- Der Stern der Weisen. Vom Rhythmus der großen Konjunktion von Saturn-Jupiter.¸ Verlag Freies Geistesleben, 1983, ISBN 3-7725-0760-3.
- Hat das Leben einen Sinn? Verein für erweitertes Heilwesen e.V., 1984, ISBN 3-922060-59-5.
- Wege und Irrwege in die geistige Welt. Fischer Verlag, 1984, ISBN 3-596-25541-4.
- Die Nervosität: Ich habe keine Zeit. Verein für Anthroposophisches Heilwesen, 1987, ISBN 3-922060-63-3.
- Anthroposophie als Forderung unserer Zeit. Novalis Verlag, 1987, ISBN 3-7214-0589-7.
- Anthroposophie und Medizin. Was sind anthroposophische Heilmittel? Verein für erweitertes Heilwesen e.V., 1989, ISBN 3-922060-19-6.
- Das Pentagramm und der Goldene Schnitt als Schöpfungsprinzip. Verlag Freies Geistesleben, 1996, ISBN 3-7725-2211-4.

(Mit anderen Autoren)
- mit Leendert F. C. Mees, Wolfgang Schimpeler: Rauschgift. Krieg gegen das Ich. Verlag Freies Geistesleben, 1983, ISBN 3-87838-290-1.